# 1960년 뉴욕 영화 비평가 협회상
제26회 뉴욕 영화 비평가 협회상은 1960년 영화를 대상으로 하는 시상식이다.

## 수상 및 후보

### 작품상
- 아파트 열쇠를 빌려드립니다
- 아들과 연인

### 감독상
- 아파트 열쇠를 빌려드립니다 - 빌리 와일더 수상
- 아들과 연인 - 잭 카디프 수상

### 각본상
- 아파트 열쇠를 빌려드립니다 - 빌리 와일더 수상
- 아파트 열쇠를 빌려드립니다 - I.A.L. 다이아몬드 수상

### 여우주연상
- The Sundowners - 데보라 카 수상

### 남우주연상
- 엘머 갠트리 - 버트 랭커스터 수상

### 외국영화상
- 히로시마 내 사랑